# Arne Roß
Arne Roß (* 20. September 1966 in Hamburg) ist ein deutscher Schriftsteller. Er ist Verfasser von erzählerischen Werken und Gedichten.

## Leben
Nach Abitur und Zivildienst ging Arne Roß 1987 nach Berlin. Dort begann er ein Lehramtsstudium für die Fächer Deutsch und Geschichte. 1992/93 war er Fremdsprachenassistent an einem College in Yorkshire. 1998 legte er sein Zweites Staatsexamen ab; seitdem lebt er als freier Schriftsteller in Berlin. Seit 2001 leitet er daneben Schreibwerkstätten für Jugendliche.
Arne Roß erhielt u. a. folgende Auszeichnungen: 1999 das Stadtschreiberamt von Berlin-Hellersdorf und den von der Süddeutschen Zeitung und einer literarischen Agentur gestifteten Preis für ein literarisches Debüt, 2000 ein Aufenthaltsstipendium des Künstlerhauses Schloss Wiepersdorf, 2004 den Preis der Jury beim Ingeborg-Bachmann-Wettbewerb in Klagenfurt sowie 2006 den Kunstpreis Literatur der Land Brandenburg Lotto GmbH.

## Werke
- Frau Arlette, Dumont Reiseverlag, 1999, ISBN 3-7701-4843-6
- Pauls Fall, Schöffling Verlag, 2006, ISBN 3-89561-211-1